# Lefter Kosova
Lefter Kosova (ur. 17 czerwca 1907 w Korczy, zm. 6 września 1944 w Tiranie) – albański polityk, minister robót publicznych w rządzie Ibrahima Biçaku, ofiara zamachu.

## Życiorys
Po ukończeniu szkoły w rodzinnej Korczy przeniósł się do Tirany, gdzie kontynuował naukę w szkole technicznej, prowadzonej przez Amerykanów. Studia uniwersyteckie odbył w Anglii. Po inwazji Włoch na Albanię został uwięziony za prowadzenie działalności antyfaszystowskiej. Więzienie opuścił we wrześniu 1943 po kapitulacji Włoch. Wkrótce zaangażował się w działalność polityczną i został deputowanym do proniemieckiego Zgromadzenia Narodowego. 6 września 1944 w rządzie, na czele którego stanął Ibrahim Biçaku, Kosova otrzymał stanowisko ministra robót publicznych. Kilka godzin po zaprzysiężeniu powrócił samochodem do swojego domu w Tiranie, obok którego został zastrzelony przez partyzanta komunistycznego Xhelala Staraveckę.